# 1939-es norvég labdarúgókupa
A 1939-es norvég labdarúgókupa a Norvég labdarúgókupa 38. szezonja volt. A címvédő a Fredrikstad csapata volt. A kupában minden olyan csapat részt vehetett, amely tagja a Norvég labdarúgó-szövetségnek, kivéve az észak-norvégiai klubokat. A tornát a Sarpsborg nyerte meg, a kupa történetében harmadjára.

## Első kör
| 1. csapat     | Eredmény   | 2. csapat          |
| ------------- | ---------- | ------------------ |
| Borg          | 1–2        | Selbak             |
| Braatt        | 1–1 (h.u.) | Rollon             |
| Brage         | 3–1        | Orkanger           |
| Briskebyen    | 1–0        | Lisleby            |
| Djerv         | 4–0        | Sandnes Ulf        |
| Djerv 1919    | 4–3 (h.u.) | Brann              |
| Eidsvold      | 3–0        | Askim              |
| Fram Larvik   | 1–2        | Skotfoss           |
| Freidig       | 0–4        | Ranheim            |
| Geithus       | 4–2 (h.u.) | Berger             |
| Gjøa          | 5–0        | Gresvik            |
| Gjøvik-Lyn    | 9–2        | Elverum            |
| Grane         | 1–3        | Larvik Turn        |
| Greåker       | 1–2        | Lillestrøm         |
| Holmestrand   | 0–6        | Frigg Oslo         |
| Jarl          | 4–1        | Brodd              |
| Kapp          | 4–2        | Vålerengen         |
| Kvik Halden   | 2–5        | Kjelsås            |
| Liv           | 1–4        | Storm              |
| Lyn           | 8–0        | Kløfta             |
| Mjøndalen     | 5–0        | Voss               |
| Moss          | 2–0        | Haga               |
| National      | 3–1        | Sverre             |
| Neset         | 2–1        | Kvik               |
| Nydalen       | 1–3        | Gleng              |
| Pallas        | 4–0        | Fjellkameratene    |
| Raufoss       | 0–2        | Drafn              |
| Sandefjord BK | 1–1 (h.u.) | Kongsberg          |
| Sarpsborg     | 6–0        | Eiker              |
| Skien         | 1–3        | Flekkefjord        |
| Skiens Grane  | 6–0        | Fjell              |
| Skiold        | 3–1 (h.u.) | Vardal             |
| Skreia        | 0–13       | Jevnaker           |
| Snøgg         | 2–1        | Urædd              |
| Start         | 1–4        | Odd                |
| Strong        | 2–1        | Tistedalen         |
| Strømsgodset  | 1–0        | Donn               |
| Torp          | 5–1        | Roy                |
| Træff         | 0–1        | Clausenengen       |
| Tønsberg Turn | 3–2        | Lynild             |
| Veblungsnes   | 1–3        | Fremad Lillehammer |
| Verdal        | 2–4        | Steinkjer          |
| Vigør         | 3–0        | Solberg            |
| Vikersund     | 4–2        | Pors               |
| Viking        | 3–0        | Viggo              |
| Aalesund      | 8–0        | Nordlandet         |
| Ålgård        | 4–0        | Egersund           |
| Årstad        | 0–6        | Vard               |
| Újrajátszás   |            |                    |
| Braatt        | 1–6        | Rollon             |
| Sandefjord BK | 0–10       | Kongsberg          |

A Fredrikstad, a Skeid, a Hamar, az Ørn Horten, a Stavanger, a Hardy, a Kristiansund és a Rosenborg csapata mérkőzés nélkül továbbjutott.

## Második kör
| 1. csapat          | Eredmény   | 2. csapat     |
| ------------------ | ---------- | ------------- |
| Clausenengen       | 4–0        | National      |
| Drafn              | 4–1        | Vikersund     |
| Eidsvold           | 0–5        | Sarpsborg     |
| Flekkefjord        | 1–2        | Ålgård        |
| Fremad Lillehammer | 1–3 (h.u.) | Gjøa          |
| Frigg Oslo         | 9–0        | Kapp          |
| Gjøvik-Lyn         | 3–0        | Aalesund      |
| Gleng              | 4–1        | Skiold        |
| Hamar              | 4–0        | Strong        |
| Jevnaker           | 3–5        | Djerv         |
| Kjelsås            | 0–1        | Torp          |
| Kongsberg          | 0–2        | Lyn           |
| Larvik Turn        | 2–3        | Moss          |
| Lillestrøm         | 1–1 (h.u.) | Briskebyen    |
| Odd                | 3–1        | Geithus       |
| Ranheim            | 2–3 (h.u.) | Kristiansund  |
| Rollon             | 3–3 (h.u.) | Brage         |
| Selbak             | 2–4        | Tønsberg Turn |
| Skotfoss           | 0–4        | Mjøndalen     |
| Stavanger          | 5–1        | Pallas        |
| Steinkjer          | 3–1        | Neset         |
| Storm              | 4–1        | Strømsgodset  |
| Vard               | 1–2        | Jarl          |
| Vigør              | 2–0        | Skiens Grane  |
| Viking             | 8–0        | Djerv 1919    |
| Ørn Horten         | 3–2        | Snøgg         |
| Újrajátszás        |            |               |
| Lillestrøm         | 3–0        | Briskebyen    |
| Rollon             | 2–5        | Brage         |

A Fredrikstad, a Skeid, a Hardy és a Rosenborg csapata mérkőzés nélkül továbbjutott.

## Harmadik kör
| 1. csapat     | Eredmény   | 2. csapat    |
| ------------- | ---------- | ------------ |
| Brage         | 3–2        | Hamar        |
| Djerv         | 1–4        | Viking       |
| Gjøa          | 4–2        | Hardy        |
| Jarl          | 3–2 (h.u.) | Stavanger    |
| Kristiansund  | 4–2        | Steinkjer    |
| Lillestrøm    | 6–1        | Clausenengen |
| Lyn           | 7–1        | Vigør        |
| Mjøndalen     | 6–1        | Gleng        |
| Moss          | 5–1        | Gjøvik-Lyn   |
| Rosenborg     | 0–3        | Odd          |
| Sarpsborg     | 1–0        | Frigg Oslo   |
| Torp          | 2–1        | Ørn Horten   |
| Tønsberg Turn | 1–4        | Drafn        |
| Ålgård        | 3–0        | Storm        |

A Fredrikstad és a Skeid csapata mérkőzés nélkül továbbjutott.

## Negyedik kör
| 1. csapat    | Eredmény | 2. csapat   |
| ------------ | -------- | ----------- |
| Brage        | 0–5      | Lyn         |
| Drafn        | 6–3      | Ålgård      |
| Kristiansund | 1–2      | Fredrikstad |
| Moss         | 4–1      | Lillestrøm  |
| Odd          | 1–2      | Gjøa        |
| Sarpsborg    | 5–0      | Jarl        |
| Skeid        | 7–2      | Torp        |
| Viking       | 1–3      | Mjøndalen   |

## Negyeddöntők
| 1. csapat | Eredmény   | 2. csapat   |
| --------- | ---------- | ----------- |
| Gjøa      | 0–2        | Skeid       |
| Lyn       | 1–2 (h.u.) | Fredrikstad |
| Mjøndalen | 1–4        | Sarpsborg   |
| Moss      | 0–1        | Drafn       |

## Elődöntők
| 1. csapat   | Eredmény   | 2. csapat |
| ----------- | ---------- | --------- |
| Drafn       | 2–3 (h.u.) | Skeid     |
| Fredrikstad | 3–4        | Sarpsborg |

## Döntő
| 1939. október 15. |

| Sarpsborg             | 2–1 | Skeid      |
| --------------------- | --- | ---------- |
| Yven 30' Navestad 88' |     | Borgen 24' |

| Tønsberg Gressbane, Tønsberg Nézőszám: 8 000 Játékvezető: Gullik Hagajore (Tønsberg Turn) |